# Andrei Toncu
Andrei ('Otto') Toncu  (n. 8 aprilie 1978, București - d. 25 august 2006, București) a fost un sound designer român.
 

## Biografie
Andrei Toncu a absolvit UNATC (Facultatea de Film și TV, secția Multimedia) în anul 2000, cu licența în sunet. Filmul său de absolvență ("Cădere liberă", regia Dorin Stana) a obținut Premiul de Sunet la Festivalul Internațional de Film Studențesc CineMAIubit  [nefuncțională]
.
Dupa absolvire, Andrei Toncu a ales să lucreze in domeniul sunetului de film si televiziune. A fost angajat o perioadă la Antena1, apoi la B1TV, ulterior preferând să lucreze ca realizator independent.
In anul 2004 (SUA, Chicago), Andrei Toncu a realizat în exclusivitate sunetul lung metrajului "To Kill a Killer", regia Ricardo Islas, in versiune engleză si spaniolă. Filmul a fost lansat in iunie 2007 de către cunoscuta companie Warner Bros în format DVD. 
Sunetul multor filme românesti de mediu și scurt metraj (printre care și "Lampa cu caciulă" de Radu Jude, ce a obținut importante premii internaționale), documentare, animație, poartă semnătura  distinctă a sound designerului Andrei Toncu.
Colaborarea lui apropiată cu regizorul Cristian Nemescu s-a materializat în semnarea coloanei sonore a filmelor: "Mihai și Cristina", "Poveste de la scara C" și "Marilena de la P7".
În vara anului 2006, cei doi urmau sa finalizeze lung metrajul  "California Dreamin' ", cu Armand Assante în rolul principal.
La 24 august 2006, Andrei Toncu a fost ucis într-un accident de mașină alături de regizorul Cristian Nemescu. Cei doi cineaști se intorceau de la sesiunea de montaj a trailerului filmului "California Dreamin'".
Cu numai câteva zile inainte de accident, Andrei Toncu a fost solicitat să facă parte din echipa ce urma sa realizeze efecte speciale de sunet pentru filmul "Youth without Youth" al regizorului american Francis Ford Coppola Arhivat în 29 septembrie 2007, la Wayback Machine..
La începutul lunii martie 2007, în cadrul Galei Premiilor Uniunii Cineaștilor din Romania pe anul 2006, sound designerului Andrei Toncu i s-a decernat premiul pentru coloana sonora a filmului "Marilena de la P7".
În memoria cineaștilor Andrei Toncu și Cristian Nemescu a fost inființată Societatea Culturala NexT, organizatoare a Festivalului Internațional de Scurt si Mediu Metraj cu același nume. Prima ediție a festivalului ( 29-31 martie 2007) a avut  loc la București.

## Filmografie
- Filme artistice
  - Cădere liberă , regia Dorin Stana 
  - To Kill a Killer, regia Ricardo Islas 
  - Lampa cu căciulă  Arhivat în 25 ianuarie 2021, la Wayback Machine., regia Radu Jude
  - Mihai și Cristina , regia Cristian Nemescu
  - Poveste la scara C, regia Cristian Nemescu
  - Marilena de la P7  Arhivat în 3 martie 2016, la Wayback Machine., regia Cristian Nemescu
  - California Dreamin' (nesfârșit), regia Cristian Nemescu, Marele Premiu „Un Certain Regard”, Cannes 2007 , [nefuncțională]
,  Arhivat în 26 septembrie 2007, la Wayback Machine., 
  - Heaven
  - Human & Bread
- Filme documentare
- Filme de animație
  - Remiza (2008), regia Valeriu Stihi

## Premii
- 2000 - Premiul de Sunet la Festivalul Internațional de Film Studențesc CineMAIubit pentru filmul "Cădere liberă", regia Dorin Stana.
- 2000 - Participant la preselecția pentru premiile OSCAR 2001 cu filmul "Cădere liberă", regia Dorin Stana; aflat printre ultimele 24 filme selecționate.
- 2006 - 5.1 Surround Contest Winner
- 2007 - Premiul UCIN pentru sunet pe anul 2006 pentru filmul "Marilena de la P7", regia Cristian Nemescu.